# Otto Zahn
Otto Zahn (* 12. Juli 1905 in Mainz; † 19. Juni 1989 ebenda) war ein deutscher Politiker (SPD) und Journalist. Er war Bürgermeister und Beigeordneter der Stadt Mainz.

## Leben
Zahn besuchte das Gymnasium und studierte anschließend Philosophie, Psychologie und Pädagogik. 1928 wurde er Volksschullehrer. Nach der „Machtergreifung“ der Nationalsozialisten wurde er 1933 aus politischen Gründen entlassen. Anschließend war er bis 1936 arbeitslos und wurde als NS-Gegner mehrfach inhaftiert. 1936 wurde er Lehrer an der jüdischen Schule in Genua. 1938 wurde er jedoch dort verhaftet und ausgewiesen. Ab 1939 war Zahn als Hilfsarbeiter und Privatlehrer tätig und wurde später zum Kriegsdienst eingezogen. Er geriet in sowjetische Kriegsgefangenschaft, aus der er im November 1945 nach Mainz zurückkehrte.
Anschließend war Zahn bis März 1946 erneut im Schuldienst tätig und wurde als Vertreter der KPD Redakteur beim Neuen Mainzer Anzeiger, daneben war er auch für den Südwestfunk, die Südena sowie die Nouvelles de France tätig. Im April 1948 wechselte er zur SPD und wirkte von Oktober bis Dezember 1948 als Redakteur der sozialdemokratischen Freiheit in Mainz. Danach war er Mitarbeiter der Frankfurter Rundschau für Rheinhessen. Ab 1951 war Zahn wieder im Schuldienst tätig. Im Dezember 1952 wurde er ehrenamtlicher Kultur- und Schuldezernent der Stadt Mainz. Von 1957 bis 1969 war Zahn Bürgermeister und hauptamtlicher Beigeordneter der Stadt Mainz. Zahn fungierte zudem 15 Jahre lang als Bezirksvorsitzender der Arbeiterwohlfahrt Rheinhessen.

## Schriften (Auswahl)
- Mainzer Schulen einst und jetzt. Amt für Statistik und Wahlen, Mainz 1954.
- (zusammen mit Walter Heist, Red.): Das Buch von neuen Mainz 1945–1955. Stadtverwaltung, Mainz 1955.
- 50 Jahre Berufsfeuerwehr Mainz 1906/56 in Wort und Bild. Neubrunnendruck, Mainz 1956.